# Hanabusaya asiatica
Hanabusaya es un género monotípico de plantas  perteneciente a la familia Campanulaceae. Contiene una única especie: Hanabusaya asiatica (Nakai) Nakai. Es originaria de Corea.

## Taxonomía
Hanabusaya asiatica fue descrita por (Nakai) Nakai  y publicado en J. Coll. Sci. Imp. Univ. Tokyo 31: 62 1911.
Sinonimia
- Symphyandra asiatica Nakai, Bot. Mag. (Tokyo) 23: 188 (1909).
- Keumkangsania asiatica (Nakai) Kim, Fl. Coreana 6: 94 (1976).
- Hanabusaya latisepala Nakai, Bot. Mag. (Tokyo) 35: 147 (1921).
- Hanabusaya asiatica f. alba T.B.Lee, J. Korean Pl. Taxon. 6: 17 (1975).
- Keumkangsania latisepala (Nakai) Kim, Fl. Coreana 6: 95 (1976).
- Hanabusaya asiatica var. latisepala (Nakai) W.Lee, Lin. Fl. Koreae: 1071 (1996).[1]